# Lucio Senio
Lucio Senio (Balbino?) (in latino: Lucius Saenius (Balbinus?); 70 a.C. circa – dopo il 30 a.C.) è stato un politico romano, console dell'impero romano.

## Biografia
Egli era verosimilmente figlio del senatore Lucio Senio, che nell'ottobre 63 a.C. lesse in senato una lettera da Fiesole che annunciava l'attacco di Gaio Manlio, uno dei catilinari, contro la città con un grande esercito. La famiglia era probabilmente di origine etrusca.
È noto dal racconto di Appiano un Balbino che, proscritto e andato in esilio per poi tornare dopo che fu stipulata la pace tra gli eredi di Cesare e Sesto Pompeo, divenne console non molto dopo il suo ritorno: dal momento che l'unico console dell'epoca a noi noto con tale possibile cognomen è Lucio Senio, è plausibile pensare che si tratti proprio di lui. Senio divenne infatti console suffetto per gli ultimi due mesi del 30 a.C. insieme ad Ottaviano, sostituendo come secondo console Marco Tullio Cicerone, figlio del noto oratore.
Durante il suo consolato, Senio, giudicando sul complotto organizzato da Marco Emilio Lepido, figlio del triumviro, acconsentì alle richieste di quest'ultimo e decise di non perseguire legalmente come complice del complotto, nonostante l'accanita insistenza di Mecenate, la moglie di Lepido e madre dell'indagato Giunia Seconda, sorella di Marco Giunio Bruto.
Sempre durante il suo consolato, Senio fu promotore della Lex Saenia de plebeis in patricios adlegendis, che permetteva ad Ottaviano di aumentare il numero declinante di famiglie patrizie attraverso la nobilitazione di famiglie plebee. La lex fu utilizzata dal princeps a partire dall'anno successivo.
A causa, poi, della diffusione del nomen Saenius in Africa proconsolare, Ronald Syme ha proposto come ipotesi che Senio possa essere stato proconsole d'Africa, ma non vi sono altri elementi a sostegno dell'ipotesi, giacché le tracce di Senio si perdono dopo il suo consolato.